# Stará Říše
Stará Říše é uma comuna checa localizada na região de Vysočina, distrito de Jihlava.